# 约书亚·连多
约书亚·连多·爱德华兹（英語：Joshua Liendo Edwards，2002年8月20日—）生于安大略省，是一名加拿大男子游泳运动员，主攻自由泳和蝶泳。他童年时随家人移居至特立尼达和多巴哥，并在那里开始接触游泳，9岁时，他和家人回到加拿大，不久后他加入一家游泳俱乐部，正式开始练习游泳。2022年8月，他宣布加入佛罗里达大学，自2022年9月开始代表该校参加美国校际比赛。